# Medicare
Medicare is een sociaal verzekeringsprogramma van de Amerikaanse federale overheid, opgericht in 1965, dat instaat voor toegang tot gezondheidsverzekering voor Amerikanen die 65 jaar of ouder zijn, en jongere mensen met een handicap of een terminale nierziekte. In 2010 betekende dit een zorgverzekering voor 40 miljoen Amerikanen van 65 jaar of ouder en acht miljoen jongere Amerikanen met een handicap, dus in totaal 48 miljoen mensen. Medicare vergoedt voor hen ongeveer de helft van de gezondheidszorgkosten.